# Hradčanské rybníky
Hradčanské rybníky jsou od roku 1933 chráněnou oblastí, v roce 1967 byly vyhlášeny přírodní rezervací. Ochrana se týká čtyř rybníků propojených Hradčanským potokem, mokřadů, luk a lesů v jejich okolí. Území se nachází ve východní části okresu Česká Lípa zhruba 7 km jižně od města Mimoň.

## Popis lokality

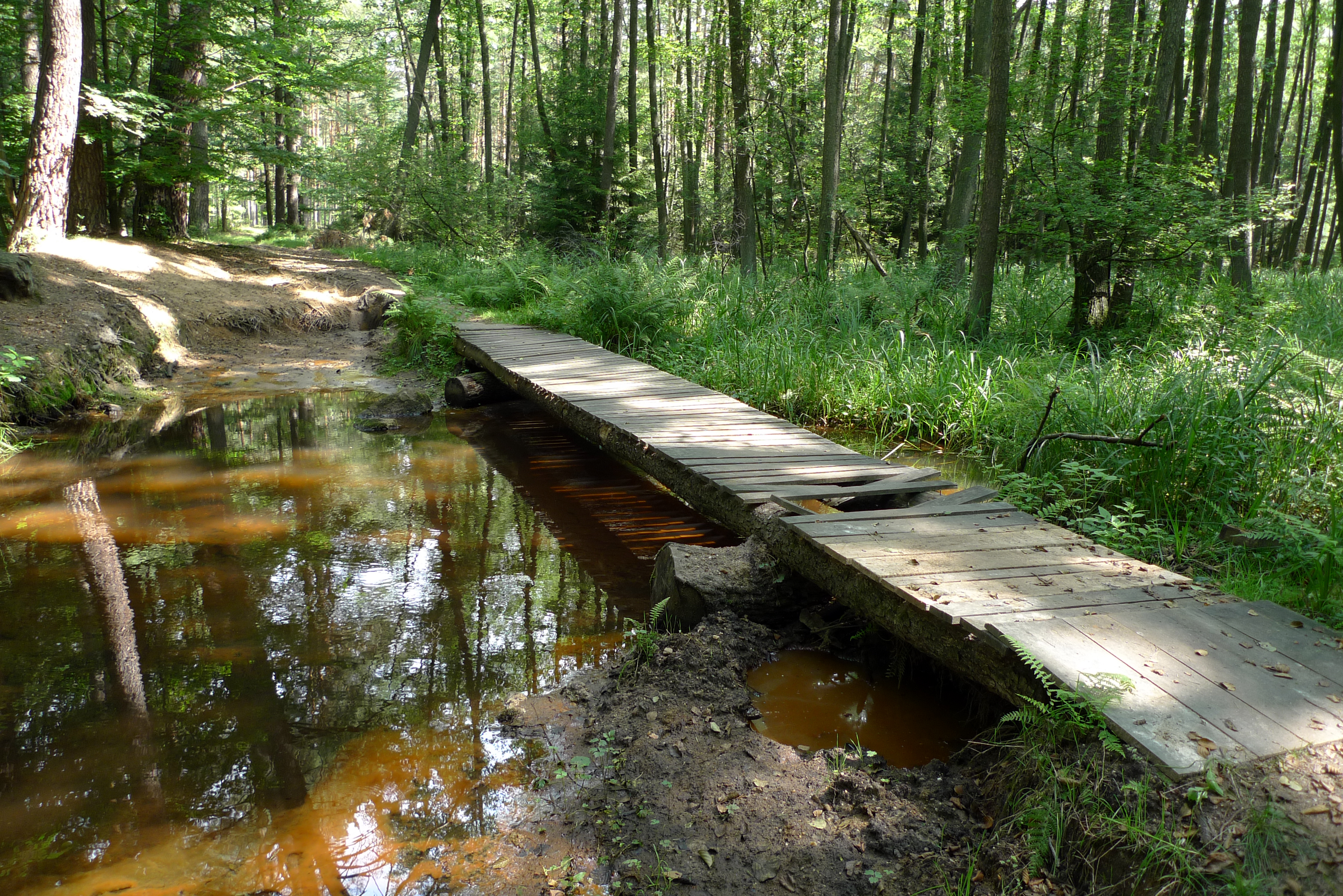
Hradčanský potok u Černého rybníka

Zahrnuje čtyři lesní rybníky - Černý, Vavrouškův, Strážovský, Držník a menší část Hradčanského rybníka. Propojené jsou Hradčanským potokem, který je levým přítokem Ploučnice. Dále do ní patří přilehlé mokřady, zamokřené louky a lesní porost v nadmořské výšce 273 až 287 metrů, plocha rezervace je nyní 144,65 ha. Od severu k němu přiléhá Letiště Hradčany, z jihozápadu skalnaté Hradčanské stěny, celé území je zalesněné převážně jehličnany (hlavně borovice lesní a smrk ztepilý) a bylo dlouhodobě součástí vojenského prostoru. Vojáci (hlavně Sověti) zde poničili svými tanky hráze tří rybníků a svůj podíl na poškození rezervace měl lesní požár v roce 1990.

## Chráněná flora a fauna
V rezervaci roste přes 200 druhů vyšších rostlin, ohrožené jsou např. odemka vodní (Catabrosa aquatica) a prstnatec plamatý (Dactylorhiza maculata), ďáblík bahenní (Calla palustris). Z chráněných obratlovců zde žijí čáp černý (Ciconia nigra), skřivan lesní (Lullula arborea), lelek lesní (Caprimulgus europaeus) a další. Podrobným průzkumem v letech 1989 – 1993 bylo zaevidováno 37 druhů měkkýšů a 698 druhů motýlů, někteří z nich pouze zde. 

## Ochrana památky
V širším měřítku byla lokalita chráněna od roku 1933. Státní přírodní rezervací (SPR) byly Hradčanské rybníky vyhlášeny 26. září 1967 na katastrech obcí Hradčany a Strážov. Stalo se tak výnosem MKI č. 11.034/67. O 20 let později 21. prosince 1987 byla SPR Hradčanské rybníky potvrzena výnosem MK ČSR č. 17.094/87. Nyní se ochrana řídí podle zákona 114 / 1992 sb. O ochraně přírody a krajiny.  Nad rezervací má dohled CHKO Kokořínsko, území vojenského prostoru je ve správě státního podniku Vojenské lesy a statky ČR rezervace je ve správě Ministerstva životního prostředí prostřednictvím AOPK ČR - Agentura ochrany přírody a krajiny ČR.
Rezervace byla zahrnuta v roce 2004 do rozlehlého chráněného území Evropy programu Natura 2000 s názvem Ptačí oblast Českolipsko - Dokeské pískovce a mokřady. Tato oblast zahrnuje i Máchovo jezero, Novozámecký rybník a řadu rezervací a přírodních památek jižní části okresu Česká Lípa.

## Přístup
Přímo k rybníkům vyjma nechráněné západní části Hradčanského veřejné silnice, ani cyklostezky nevedou. Nejbližší významná silnice č.268 vede z Mimoně na Mladou Boleslav necelý 1 km po SV straně, přes Hradčany vede silnice 270 z Doks do Mimoně. Nejbližší železniční zastávka je v 6 km vzdálené Mimoni na trati Liberec – Česká Lípa. Do obce Hradčany vede zeleně značená turistická cesta od Provodína do Doks.

## Fotogalerie

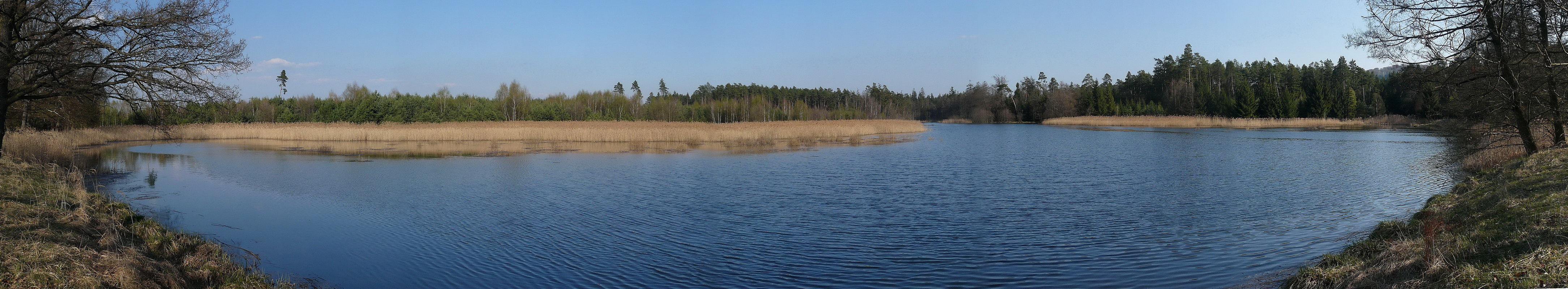
Vavrouškův rybník
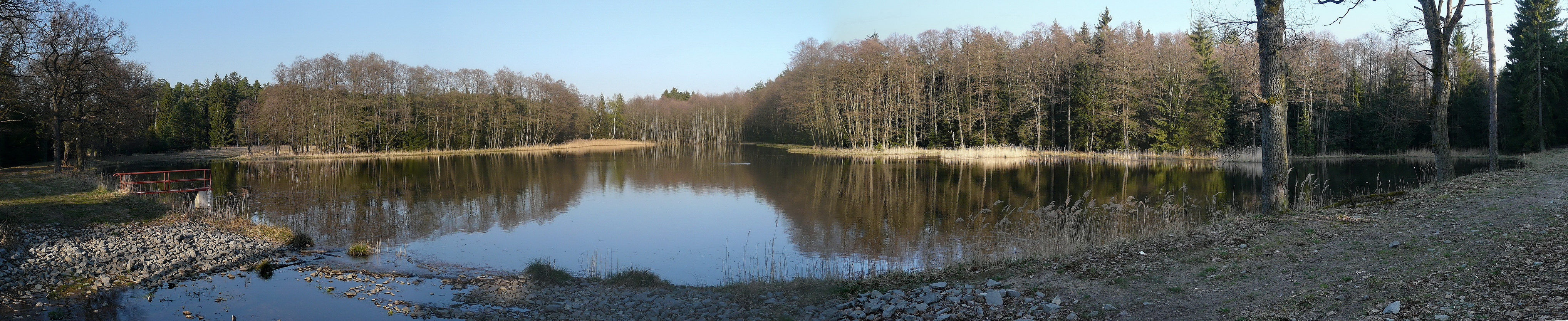
Strážovský rybník